# ژانت کایان
ژانت کایان (مجاری: Zsanett Kaján؛ زادهٔ ۱۶ سپتامبر ۱۹۹۷) بازیکن فوتبال اهل مجارستان است.
از باشگاه‌هایی که در آن بازی کرده‌است می‌توان به باشگاه فوتبال فرنتس‌واروش اشاره کرد.
وی همچنین در تیم ملی فوتبال زنان مجارستان بازی کرده‌است.